# Самонавчання
Самонавча́ння (англ. self-instruction), також автодида́ктика (англ. autodidacticism) — направлена індивідуумом діяльність на самостійне отримання знань і (або) досвіду, навичок або компетентностей за власною ініціативою, без систематичної участі у формальній освітній установі або під керівництвом викладача, тобто навчання і освіта. Такий тип навчання передбачає особисту мотивацію, самодисципліну, вміння визначати навчальні цілі, знаходити та опрацьовувати необхідні ресурси, оцінювати результати та коригувати процес.
Метод відомий з давніх часів, про що говорить слово «студент». Студент (лат. studens) — самонавчальний.
Якість отримуваних знань при самонавчанні на пряму залежить від якості і кількості необхідного доступного матеріалу, а також від бажання (мотивації) індивідуума їх отримати. При навчанні здійснюється цілеспрямований процес, взаємодія учня і вчителя для формування знань, умінь і навичок.

## Загальна характеристика
Самонавчання може бути як формальним (наприклад, за онлайн-курсами з сертифікацією), так і неформальним (наприклад, читання книг, перегляд навчального відео, участь у дискусіях). Часто використовуються цифрові технології: платформи дистанційного навчання (MOOC), відеолекції, подкасти, блоги, навчальні застосунки тощо.
Самонавчання є важливою складовою безперервної освіти та особистісного розвитку, особливо в умовах швидких змін у професійній діяльності та науці. У XXI столітті воно стало ключовою навичкою для конкурентоспроможності на ринку праці.

## Наукові принципи самонавчання
Самонавчання має важливе значення в процесі адаптації людини до зовнішнього середовища. За швидкістю самонавчання можна судити про здатність людини проводити знання. Швидкість самонавчання не дуже велика і складає за експериментальними даними В. М. Лівшиця 120 біт/люд.год. Процес самонавчання підкоряється гносеологічному принципу А. М. Колмогорова і має хвильовий характер в нелінійних середовищах. З метою повнішого використання здатності до самонавчання людей в організації (креативні здібності), застосовують принципи бережливого виробництва. Для інтенсифікації процесу навчання і розвитку креатівних здібностей у навчающихся застосовують проблемне навчання, в якому самонавчання має ключове значення. Для розвитку здібності до самонавчання у людини використовують методи допологового навчання (пренапедія).

## Мотивація та принципи
Основою самонавчання є внутрішня мотивація, прагнення до особистісного зростання, інтелектуального самовираження або професійного розвитку. Ефективне самонавчання ґрунтується на таких принципах:
- самостійне формулювання цілей;
- пошук і критичне оцінювання джерел;
- планування часу;
- рефлексія (усвідомлення процесу навчання);
- самооцінювання результатів.

Згідно з дослідженнями Алана Тауга, більшість дорослих береться за самонавчання з особистих або професійних мотивів — бажання вдосконалити навички, змінити сферу діяльності або розширити світогляд.
Малькольм Ноулз виокремив принципи, які забезпечують ефективність самонавчання: усвідомлена потреба у знаннях, автономність у навчанні, досвід як основа пізнання та готовність до саморефлексії. Успішне самонавчання також ґрунтується на вмінні ставити цілі, планувати процес, критично оцінювати інформацію й використовувати її на практиці.

## Історичні приклади
Багато відомих діячів були самоуками. Серед них:
- Михайло Ломоносов,
- Тарас Шевченко,
- Григорій Сковорода,
- Алан Тюрінг,
- Леонардо да Вінчі.

Вони досягли високого рівня знань завдяки власному прагненню до пізнання.

## Самонавчання у цифрову епоху
Завдяки розвитку технологій, самонавчання стало доступнішим. Існують численні онлайн-платформи, які пропонують курси від провідних університетів і компаній:
- Coursera,
- edX,
- Prometheus,
- Khan Academy,
- Duolingo.

Інструменти зі штучним інтелектом дозволяють адаптувати навчальний процес до індивідуальних потреб користувача.

## Переваги та виклики
Переваги:
- можливість індивідуального темпу;
- свобода вибору тем і методів;
- розвиток навичок самоменеджменту;
- гнучкий графік і доступність.

Виклики:
- відсутність зовнішнього контролю;
- ризик втрати мотивації;
- труднощі з перевіркою достовірності джерел;
- брак структури навчання.

## Самонавчання в Україні
В Україні інтерес до самонавчання активно зріс упродовж останнього десятиліття, особливо в умовах цифровізації освіти, воєнного стану та необхідності адаптації до нових реалій. Самонавчання стало важливим інструментом як для молоді, так і для дорослих, які прагнуть перекваліфікації або здобуття нових знань у зручному форматі.

### Освітні платформи та ініціативи
Серед найпопулярніших онлайн-ресурсів для самонавчання в Україні:
- Prometheus — українська платформа масових відкритих онлайн-курсів (MOOC), яка пропонує безкоштовні курси з університетів України та світу.
- EdEra — освітній проєкт, що поєднує інтерактивні курси, навчальні відео та методичні матеріали.
- Diia.Освіта — державна платформа цифрової грамотності, частина національного проєкту «Дія».
- Coursera, Udemy, Khan Academy та інші міжнародні платформи також активно використовуються українськими слухачами.

### Вплив війни та дистанційного навчання
Після початку повномасштабного вторгнення Росії в Україну у 2022 році, самонавчання стало важливою складовою освітнього процесу, зокрема для внутрішньо переміщених осіб, школярів, студентів, які втратили доступ до традиційного навчання. Багато освітніх закладів та волонтерських ініціатив створили відкриті ресурси для самостійного навчання:
- Всеукраїнська школа онлайн (ВШО) — платформа для учнів 5–11 класів.
- Онлайн-бібліотеки, відеоуроки, мобільні застосунки для вивчення мов і підготовки до ЗНО (НМТ).

### Самонавчання як частина реформ освіти
У рамках реформи «Нова українська школа» та освіти дорослих активно впроваджується ідея автономії учня/студента, формування навичок критичного мислення, саморефлексії та здатності вчитися впродовж життя. Самонавчання визнається ключовою компетентністю для громадян XXI століття.

### Громадські ініціативи
Організації як-от Інститут розвитку освіти, Освіторія, ГС «Освіта дорослих України» підтримують розвиток культури самонавчання через тренінги, вебінари, публічні лекції та менторські програми.

### Виклики в українському контексті
Хоча цифрові ресурси стають усе доступнішими, самонавчання в Україні стикається з низкою труднощів:
- нерівний доступ до інтернету в сільських районах;
- брак цифрової грамотності серед окремих груп населення;
- психологічна втома та демотивація, пов’язані з війною.

Водночас розвиток самонавчання сприяє формуванню стійкого, гнучкого та інтелектуального суспільства, здатного до саморозвитку навіть у кризові часи.